# Amaramba-See
Der Amaramba-See ist ein relativ flacher See in Mosambik nahe der Grenze zu Malawi.

## Geographie
Aufgrund seiner geringen Tiefe zeigt der südostafrikanische See nur teilweise offene Wasserflächen (ca. 4350 ha), der Rest besteht aus sumpfigen Gebieten (ca. 4000 ha). Die sumpfigen Gebiete befinden sich am südlichen und südöstlichen Ende des länglichen Sees. Im Osten des Amaramba gibt es vereinzelte Hügel (Mitumbi, Mero, Mangombo, Chikalulu und Lipembegwe).

## Hydrologie
Durch einen engen Zufluss im Süden des Sees wird er vom Chiuta-See be- und vom Fluss Lugenda im Norden entwässert. Der Lugenda fließt weiter in den Rovuma, der letztlich im Indischen Ozean mündet.
Während der Regenzeit verbinden sich der Chiuta-See und der Amaramba-See und bilden einen gemeinsamen Wasserkörper. Dabei verschwindet der 9 km lange Zufluss zwischen diesen beiden Seen unter den Wassermassen.

## Nutzung
Der See dient den wenigen Anwohnern vor allen Dingen als Trinkwasserquelle. Aufgrund seines Fischreichtums wird auf dem Amaramba außerdem intensiv und zum Teil auch illegal gefischt. Des Weiteren dient der See als wichtiger Transportweg.